# Port lotniczy Akieni
Port lotniczy Akieni (ICAO: FOGA, IATA: AKE) – krajowy port lotniczy położony w Akieni, w Gabonie.